# Pôle écologiste
 (mai 2022).
Le Pôle écologiste est une coalition politique française lancée lors de la troisième semaine d'août en 2020. Cette alliance fait suite aux élections municipales de 2020, où plusieurs grandes villes sont remportées par des listes conduites par des écologistes.

## Historique

### Formation
Initié par Europe Écologie Les Verts et son secrétaire national Julien Bayou, le Pôle écologiste est également composé à son lancement de : 
- Génération.s, fondé par Benoît Hamon et coordonné par Sophie Taillé-Pollian et Benjamin Lucas,
- Génération écologie, présidé par Delphine Batho,
- Cap21, fondé et présidé par Corinne Lepage,
- l'Alliance écologiste indépendante, fondée et présidée par Jean-Marc Governatori,
- le Mouvement des progressistes, fondé par Robert Hue et présidé par Sébastien Nadot.

Ce pôle a pour objectif de présenter des listes écologistes indépendantes dans chaque région et canton lors des prochaines élections locales prévues en 2021 (régionales et départementales).
Le 18 décembre 2020, trois partis (Génération écologie, Cap21 et l'Alliance écologiste indépendante) forment une plateforme de coordination commune pour une « écologie de gouvernement », « pragmatique et républicaine ». Ces mouvements, qui représentent l'aile modérée, souhaitent marquer leur opposition à d'éventuelles alliances avec La France insoumise. En février 2021, Cap21 et l’Alliance écologiste indépendante fusionnent pour lancer Cap écologie.
Les cinq formations du Pôle écologiste lancent le 12 avril 2021 une plateforme participative, « Les Écologistes 2022 », afin de préparer un projet commun pour la prochaine élection présidentielle. Le 12 avril, le comité du Pôle écologiste annonce l'organisation d’une « primaire de l'écologie » pour désigner un candidat commun pour la présidentielle de 2022.

### Élections régionales de 2021
La stratégie du Pôle écologiste lors des élections régionales et départementales de juin 2021 ne fut pas la même sur tout le territoire. S'il y avait bien une liste écologiste dans chaque région, elle pouvait être soit autonome, soit alliée au PS, soit à LFI ou soit à l'ensemble de la gauche. De plus, sur sept régions, un parti membre du pôle ne participait pas à la liste qu'il portait (Cap écologie s'est allié au PS dans quatre régions et était autonome dans une ; Génération.s s'est allié aux insoumis dans deux régions).
Au premier tour, les listes présentées ou soutenues par le Pôle écologiste (listes d'union de la gauche incluses) réalisent 13,09 % des voix. Dans quatre régions (Auvergne-Rhône-Alpes, Grand Est, Île-de-France et Pays de la Loire), la liste menée par un écologiste arrive en tête des listes de gauche.
Pour le deuxième tour, les listes écologistes fusionnent avec les autres listes de gauche dans cinq régions mais elles se maintiennent en Bretagne et Nouvelle-Aquitaine, faute d'accords. Trois régions où une union s'est formée dès le premier tour avec le PS, voient la reconduction de la liste. Les listes écologistes sont éliminées en Corse, en Occitanie (faute d'accord) et malgré sa qualification au 2d tour en région PACA, la liste d'union de la gauche et des écologistes se retire pour faire barrage à la liste du Rassemblement national arrivée en tête.
À l'issue de ce deuxième tour, le Pôle écologiste obtient 134 conseillers régionaux (88 EELV, 18 ÉCO, 16 G.s, 8 GÉ et 4 CÉ) et 124 conseillers départementaux (99 EELV, 17 G.s, 4 ÉCO, 2 GÉ et 2 CÉ).
Le 7 juillet, Cap21, dont la fusion administrative n'a pas encore été enregistrée pour la primaire, est exclu du Pôle écologiste en raison d'une discorde sur la charte de la primaire à propos de la laïcité et du refus de sa présidente, Corinne Lepage, de s'engager à soutenir le vainqueur de la primaire. Néanmoins, le 29 juillet suivant, le tribunal de Bobigny ordonne la suspension de l’exclusion de Cap21.

### Élection présidentielle de 2022
La primaire organisée par le Pôle écologiste afin de désigner son candidat à l'élection présidentielle de 2022 s'est déroulée entre le 16 et 28 septembre 2021 par le biais de vote en ligne sur une plateforme sécurisée. Les électeurs avaient le choix entre cinq candidats :
- Delphine Batho, députée des Deux-Sèvres et présidente de Génération écologie ;
- Jean-Marc Governatori, conseiller municipal de Nice et coprésident de Cap écologie ;
- Yannick Jadot, député européen EELV ;
- Éric Piolle, maire EELV de Grenoble ;
- Sandrine Rousseau, ancienne porte-parole d'EELV.

Avec une participation de plus de 100 000 votants au premier tour, Yannick Jadot arrive en tête avec 27,70 % devant Sandrine Rousseau (25,14 %), Delphine Batho (22,32 %), Éric Piolle (22,29 %) et Jean-Marc Governatori (2,35 %). Ce dernier conteste les résultats et son mouvement semble depuis en retrait du pôle écologiste. Yannick Jadot remporte le second tour d'une courte avance avec 51,03 % contre 48,97 % pour Sandrine Rousseau.
Depuis la désignation de Yannick Jadot comme candidat écologiste à l'élection présidentielle, le parti Les Nouveaux Démocrates (formé par des députés LREM issus du PS et déçus par la politique d'Emmanuel Macron) rejoint le Pôle écologiste.

### Élections législatives de 2022
Le 1er mai 2022, en vue des élections législatives françaises de 2022, le Pôle écologiste, composé de Générations.s, EELV, Génération écologie, et LND, intègre la Nouvelle Union populaire écologique et sociale lancée par La France insoumise,. D'autres formations ayant soutenu le Pôle écologiste et opposées à cet accord (Mouvement des progressistes, Écologie au centre, Cap 21...) se rassemblent fin mai 2022 et entendent présenter 250 candidats et en soutenir d'autres, dans les circonscriptions où le candidat de la NUPES n'est pas identifié comme écologiste.

## Résultats électoraux

### Élections législatives
| Année | 1er tour            | 1er tour            | 2d tour             | 2d tour             | Sièges   | Rang | Gouvernement |
| Année | Voix                | %                   | Voix                | %                   | Sièges   | Rang | Gouvernement |
| ----- | ------------------- | ------------------- | ------------------- | ------------------- | -------- | ---- | ------------ |
| 2022  | Au sein de la NUPES | Au sein de la NUPES | Au sein de la NUPES | Au sein de la NUPES | 23 / 577 |      | Opposition   |